# Papestra signata
Papestra signata är en fjärilsart som beskrevs av Barend J. Lempke 1964. Papestra signata ingår i släktet Papestra och familjen nattflyn. Inga underarter finns listade i Catalogue of Life.